# Huseníček
Huseníček (Arabidopsis) je rod asi 10 vesměs plevelných druhů rostlin vyskytujících se téměř v celém mírném pásu severní polokoule a dále v jižní Americe, jižní Africe, Austrálii i na Novém Zélandu. Rostlina je proslulá zejména svojí rolí ve výzkumu genetiky a reakcí na pobyt organismů ve vesmíru.

## Taxonomie
V nedávnem období[kdy?] byl tento rod shledán polyfyletickým a byly v něm provedeny rozsáhlé taxonomické změny, větší počet druhů byl přeřazen do jiných rodů, a naopak do rodu huseníček byly včleněny druhy z rodu řeřišničník (Cardaminopsis).

## Popis
Tento rod je tvořen rostlinami jednoletými, dvouletými nebo trvalkami s kořeny přímými nebo výběžkatými; bývají lysé nebo jsou porostlé trichomy jednoduchými nebo vícekrát rozeklanými. Lodyha je přímá nebo poléhavá, jednoduchá nebo méně častěji výše rozvětvená; často od báze roste více lodyh. Spodní řapíkaté listy vyrůstající v listové růžici mívají obvod celistvý nebo zubatý, někdy jsou lyrovitě laločnaté a zpeřené. Lodyžní listy střídavě rostoucí jsou zúženou bázi k lodyze přisedlé a jejich čepele jsou celokrajné nebo zubaté.
Čtyřčetné oboupohlavné květy na krátkých stopkách vytvářejí hroznovité květenství. Podlouhlé, volné kališní lístky vyrůstající ve dvou přeslenech bývají vztyčené. Bílé, růžové nebo fialové korunní lístky jsou delší než kališní, mají tvar obvejčitý, lopatkovitý až obkopinatý, na vrcholu bývají tupé nebo s drobným zářezem. Tyčinek je šest a jsou čtyřmocné, nesou podlouhlé nebo vejčité prašníky. Svrchní semeník vzniklý srůstem dvou plodolistů mívá 15 až 80 vajíček, placentace je parietální.
Plody jsou přisedlé nebo na stopkách, vyrůstají šikmo vzhůru až vodorovně. Jsou to lysé, štíhlé, podlouhle nebo cylindrické, oblé nebo zploštělé pukající šešule. Obsahují drobná, bezkřídlá, podlouhlá, zploštělá, zaoblená až elipsovitá semena s mnohdy síťnatým osemením. Ploidie je 2n = 10 nebo 16.

## Význam
Rostliny rodu huseníček, který se rozmnožuje semeny, jsou považovány za plevel, který příliš neškodí. Je takto hodnocen hlavně pro nízký vzrůst a krátkou dobu životnosti. Nejznámější je téměř celosvětově rozšířený druh huseníček rolní, který se pro svůj drobný vzrůst, rychlý životní cyklus, dostupnost v mnoha mutacích a na rostliny poměrně malý genom stal významnou modelovou rostlinou napomáhající pochopit biologii rostlin na molekulární úrovni.